# Kentropyx
Kentropyx es un género de lagartos de la familia Teiidae. Incluye nueve especies que se distribuyen por la mayor parte de Sudamérica, desde Colombia a Argentina, y también en Trinidad y Tobago.

## Especies
Se reconocen a las siguientes especies:
- Kentropyx altamazonica (Cope, 1876)
- Kentropyx borckiana (Peters, 1869)
- Kentropyx calcarata Spix, 1825
- Kentropyx lagartija Gallardo, 1962
- Kentropyx paulensis (Boettger, 1893)
- Kentropyx pelviceps (Cope, 1868)
- Kentropyx striata (Daudin, 1802)
- Kentropyx vanzoi Gallagher & Dixon, 1980
- Kentropyx viridistriga (Boulenger, 1894)